# Mahmoud Abu Zeid
Mahmoud Abu Zeid (محمود أبو زيد) o Shawkan (شوكان) es un fotoperiodista egipcio. Shawkan fue detenido en 2013 después de fotografiar una protesta en El Cairo. El 23 de abril de 2018, Shawkan fue seleccionado por un jurado internacional independiente de profesionales de los medios como el ganador del Premio Mundial de la Libertad de Prensa Unesco - Guillermo Cano en 2018.
Desde 2013 está detenido y podría ser condenado a muerte.
Shawkan fue arrestado con dos periodistas, Louis Jammes, un fotógrafo de Francia y Mike Giglio, un periodista de los EE. UU.. Shawkan trabajó para las agencias Demotix y Corbix. También trabajó para  la revista Time y los diarios alemanes Die Zeit y Bild.
«El arresto de Shawkan es ilegal bajo las legislaciones egipcia e internacional», afirmó Alexandra el Jazen, de Reporteros Sin Fronteras.